# Cohors I Augusta Nerviana Pacensis Brittonum
Die Cohors I Augusta Nerviana (oder Nervia) Pacensis Brittonum [milliaria] (deutsch 1. Kohorte Augusta Nerviana Pacensis der Briten [1000 Mann]) war eine römische Auxiliareinheit. Sie ist durch Militärdiplome belegt. In den Diplomen von 111 und 116 wird sie als Cohors I milliaria Brittonum bezeichnet, in dem Militärdiplom von 120/130 als Cohors I milliaria Brittonum Augusta Nerviana Pacensis und in einem Diplom von 146 als Cohors I Augusta Pacensis Nerviana Brittonum milliaria.

## Namensbestandteile
- Augusta Nerviana Pacensis: die Herkunft der Bezeichnung ist unsicher.[A 1]

- Brittonum: der Briten. Die Soldaten der Kohorte wurden bei Aufstellung der Einheit aus den verschiedenen Stämmen der Briten auf dem Gebiet der römischen Provinz Britannia rekrutiert.

- milliaria: 1000 Mann. Je nachdem, ob es sich um eine Infanterie-Kohorte (Cohors milliaria peditata) oder einen gemischten Verband aus Infanterie und Kavallerie (Cohors milliaria equitata) handelte, lag die Sollstärke der Einheit entweder bei 800 oder 1040 Mann. In einigen Militärdiplomen und bei den Ziegelstempeln wird statt milliaria das Zeichen {\displaystyle \infty } (bzw. der Buchstabe M) verwendet.

Da es keine Hinweise auf den Namenszusatz equitata (teilberitten) gibt, ist davon auszugehen, dass es sich um eine Cohors milliaria peditata, eine reine Infanterie-Kohorte, handelt. Die Sollstärke der Einheit lag bei 800 Mann, bestehend aus 10 Centurien mit jeweils 80 Mann.

## Geschichte
Die Kohorte war in den Provinzen Moesia inferior und Dacia inferior (in dieser Reihenfolge) stationiert. Sie ist auf Militärdiplomen für die Jahre 105 bis 146 n. Chr. aufgeführt.
Der erste Nachweis der Einheit in Moesia Inferior beruht auf einem Diplom, das auf 105 datiert ist. In dem Diplom wird die Kohorte als Teil der Truppen (siehe Römische Streitkräfte in Moesia) aufgeführt, die in der Provinz stationiert waren. Eine Cohors I Brittonum milliaria ist in Diplomen für die Jahre 111 und 116 in Moesia Inferior nachgewiesen; vermutlich handelt es sich dabei um die Cohors I Augusta Nerviana Pacensis Brittonum milliaria.
Die Kohorte nahm am zweiten Dakerkrieg Trajans teil. Der erste Nachweis der Einheit in Dacia Inferior beruht auf einem Diplom, das auf 120/130 datiert ist. In dem Diplom wird die Kohorte als Teil der Truppen (siehe Römische Streitkräfte in Dacia) aufgeführt, die in der Provinz stationiert waren. Weitere Diplome, die auf 129/130 bis 146 datiert sind, belegen die Einheit in derselben Provinz.

## Standorte
Standorte der Kohorte in Dacia waren möglicherweise:
- Appiaria (Dolno Rjahovo): ein Ziegel[7] mit dem Stempel COH I {\displaystyle \infty } B wurde hier gefunden.[3][A 4]
- Buridava (Stolniceni): ein Ziegel[8] mit dem Stempel CORSMB wurde hier gefunden.
- Transmarisca (Tutrakan): Ziegel mit dem Stempel COH I {\displaystyle \infty } B wurden hier gefunden.[3][A 4]

## Angehörige der Kohorte
Folgende Angehörige der Kohorte sind bekannt:

### Kommandeure
- [] Flo[]:[9] er wird auf dem Diplom von 120/130 als Kommandeur genannt.
- C(aius) Catel[lius] []:[A 3] er wird auf dem Diplom von 133 als Kommandeur genannt.

### Sonstige
- [?],[9] ein Fußsoldat: das Diplom von 120/130 wurde für ihn ausgestellt.

## Weitere Kohorten mit der BezeichnungCohors I Brittonum
Es gab noch weitere Kohorten mit dieser Bezeichnung, siehe Cohors I Brittonum.